# Willem Passtoors (1897-1980)
Willem Frederik George Lodewijk Passtoors (Amsterdam, 30 november 1897 – 4 oktober 1980) was een Nederlands politicus van de RKSP.
Hij werd geboren als zoon van Willem Caspar Joseph Passtoors (1856-1916) en Everdina Sophia Henrietta van Luijnen (1861-1931). Zijn vader was werkzaam in de tabaksindustrie, later Tweede Kamerlid en vanaf 1908 burgemeester van Ginneken en Bavel.
W.F.G.L. Passtoors was aan het begin van zijn ambtelijke loopbaan volontair; eerst bij de gemeentesecretarie van Teteringen en vervolgens bij de gemeente Huissen. Na als ambtenaar werkzaam te zijn geweest bij de gemeente Groenlo maakte hij de overstap naar de gemeente Bergh waar hij het bracht tot hoofdcommies. Vanaf april 1940 was Passtoors lange tijd de burgemeester Wehl. Op eigen verzoek werd hem in 1959 ontslag verleend.
Passtoors overleed in 1980 op 82-jarige leeftijd.